# Aurora (satélite artificial)
Aurora é um programa da Agência Espacial Europeia para observar e explorar, a longo prazo, todo o sistema solar.